# PRF
Pulse Repetition Frequency, eller på dansk, pulsrepetitionsfrekvens, er i radarverdenen det antal radarpulser, der hvert sekund sendes ud fra antennen.
PRF'en den mest bestemmende parameter for radarens rækkevidde; når pulsen er sendt af sted skifter radaren over til at lytte efter de pulser, der kommer retur som ekkoer. Denne lyttetid varer indtil næste puls udsendes. Da sendepulsen indenfor klassisk radarteknik er meget kort (2-5 mikrosekunder), kan en radars rækkevidde groft beregnes ud fra PRF'en:
Hvis en PRF er på 400 Hz, vil der være ca 2500 mikrosekunder (μs) (1/400 sekund) i lyttetid. Pulsen skal ud og hjem igen – dette tager 12,277 μs pr. mile. Altså rækker radaren 2500/12,277 = 203,6 miles (ca 372 km).
Mindre radarer på bl.a. skibe kan sagtens have en betydelig højere PRF, da de ikke skal kunne se så langt. Til gengæld giver en højere PRF mulighed for at lade antenne rotere hurtigere og dermed give hurtigere opdatering af radarbilledet.
Hvis man har en radio eller tv tændt i nærheden af en radar, kan man måske høre et 'bip', når antennen peger imod. Tonehøjden på dette bip er PRF'en man kan høre.
Begrebet staggered PRF (vaklende PRF) dækker over at radaren sender pulserne ud med varierende frekvens, dvs. lyttetiderne bliver af uregelmæssig længde. Dette umuliggør fænomenet blind speed.